# ヤンキー型原子力潜水艦
ヤンキー型原子力潜水艦(ヤンキーがたげんしりょくせんすいかん Yankee class submarine、проект 667А "Навага",667АУ "Налим",667АМ "Навага-М",667АК "Аксон-1",09774 "Аксон-2",667АТ"Гриша",667М "Андромеда")は、ソビエト海軍が運用していた原子力弾道ミサイル潜水艦。ホテル型原子力潜水艦の後継艦級として計画された。

ヤンキー型の名称はNATOコードネームによるもので、ソビエト側の名称はそれぞれ
- ヤンキーI型-プロイェクト667А"ナヴァガ"及び"ナリム"
- ヤンキーII型-プロイェクト667АУ"ナヴァガМ"

である。
多くの派生型があることが知られており、それぞれのソヴィエト側名称は、
- ヤンキー・ポッド（Yankee Pod）-プロイェクト667АК"アクソン-1"及びプロイェクト09774"アクソン-2"
- ヤンキー・サイドカー（Yankee Sidecar）型-プロイェクト667М"アンドロメダ"
- ヤンキー・ノッチ（Yankee Notch）型-プロイェクト667АТ"グリシャ"
- ヤンキー・ストレッチ（Yankee Stretch）型-プロイェクト09780

である。
これら派生型と合わせて34隻がコムソモルスク・ナ・アムールおよびセヴェロドヴィンスクの造船所で、1967年から1972年にかけて就役した。1990年にはほぼ全艦が退役している。

## 概要
本艦級はR-13を装備していたホテルI型（658型）原子力潜水艦と異なり、水面への浮上の必要が無く、水中から潜水艦発射弾道ミサイル(SLBM)を発射できるという点で優れている。だが、搭載しているR-27/RSM-25(SS-N-6 Serb)の射程は2,000 km（改良型では3,600-4,000 km）と短く、危険を冒して敵が航空優勢・制海権を持つところまで移動しなければならなかった。この欠点は次世代のデルタ級原子力潜水艦がより長射程のSS-N-8を搭載することにより改善されている。
なお、本級は、アメリカのジョージ・ワシントン級戦略原潜に似た外見であるが、実は、ソ連の諜報機関が入手したジョージ・ワシントン級戦略原潜の各種資料を元に設計された原潜であった。当初は横置きの弾道弾を縦に回転して発射するという第667号計画として進められていたが、ニキータ・フルシチョフ首相の前で模型まで用意して667号計画の説明を行おうとしたら、運悪く模型がフルシチョフの目の前で壊れてしまった。これに激怒した彼は、「模型でさえ壊れるような艦など、実際に造っても壊れてしまうだろう」と言って667号計画を中止させ、改めて、改正版の667A号計画として再スタートして出来上がったのが本型であった。このことは潜水艦隊の将兵にもある程度知れ渡っていたため、本型は自嘲を込めて「イワン・ワシントン」というあだ名で呼ばれていた。
1986年10月 バーミューダ沖でK-219がミサイルの燃料漏れによる火災で沈没している。

## 諸元（ヤンキーI型）
- 全長：128m
- 全幅：11.7m
- 喫水：7.9m
- 水上排水量：7,850t
- 水中排水量：10,100t
- 機関：ОК-700
- 出力：180,000kW
- 速力：水上16kt 水中27kt
- 乗員：114名
- 武装

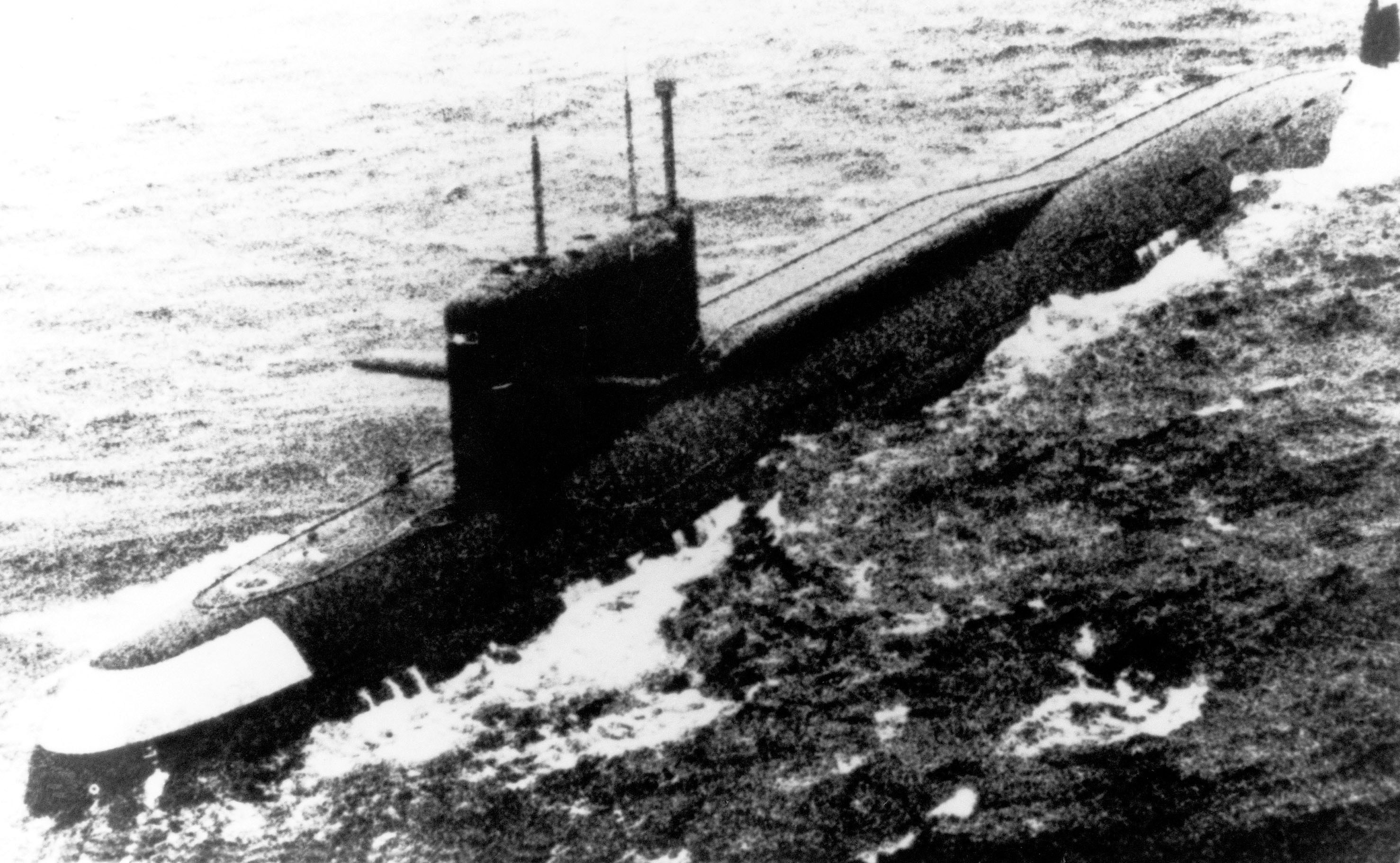
プロイェクト667А（ヤンキーI）型

  - 533mm魚雷発射管×4、600mm魚雷発射管×2、魚雷×16
  - D-7発射管×16（潜水艦発射弾道ミサイルR-27/RSM-25）

## 比較表
|          |            | 955型（ボレイ型）          | 941型（タイフーン型）                   | 667B型（デルタ型）                                                  | 667A型（ヤンキー型）                    | 658型（ホテル型）                       |
| -------- | ---------- | -------------------------- | --------------------------------------- | ------------------------------------------------------------------- | --------------------------------------- | --------------------------------------- |
| 船体     | 水中排水量 | 24,000 t                   | 33,800 – 48,000 t                       | 10,000 t（I型） 10,500 t（II型） 10,600 t（III型） 12,100 t（IV型） | 9,300 t                                 | 5,500 t                                 |
| 船体     | 全長       | 170 m                      | 175 m                                   | 139 m（I型） 155 m（II,III型） 167 m（IV型）                        | 132 m                                   | 114 m                                   |
| 船体     | 全幅       | 13.5 m                     | 23 m                                    | 11.7 m（I,II,III型） 12.2 m（IV型）                                 | 11.6 m                                  | 9.2 m                                   |
| 船体     | 吃水       | 9.0 m                      | 12.0 m                                  | 8.4 m（I型） 8.6 m（II型） 8.7 m（III型） 8.8 m（IV型）             | 8.0 m                                   | 7.31 m                                  |
| 主機     | 機関       | 原子炉+蒸気タービン+発電機 | 原子炉+蒸気タービン                     | 原子炉+蒸気タービン                                                 | 原子炉+蒸気タービン                     | 原子炉+蒸気タービン                     |
| 主機     | 方式       | ギアード・タービン         | ギアード・タービン                      | ギアード・タービン                                                  | ギアード・タービン                      | ギアード・タービン                      |
| 主機     | 出力       | 不明                       | 49,600 hp                               | 52,000 hp（I型） 55,000 hp（II型） 60,000 hp（III,IV型）            | 20,000 hp                               | 39,200 hp                               |
| 主機     | 水中速力   | 25 kt                      | 27 kt                                   | 26 kt（I型） 25 kt（II,III型） 24 kt（IV型）                        | 27 kt                                   | 26 kt                                   |
| 兵装     | 水雷       | 533mm魚雷発射管×6門        | 650mm魚雷発射管×2門 533mm魚雷発射管×4門 | 533mm魚雷発射管×4門（I-IV型） 406mm魚雷発射管×2門（I-III型）        | 533mm魚雷発射管×4門 406mm魚雷発射管×2門 | 533mm魚雷発射管×4門 406mm魚雷発射管×2門 |
| 兵装     | SLBM       | 3M14×16基                  | RSM-52×20基                             | R-29×12基（I型） R-29×16基（II-IV型）                               | R-27×16基                               | R-13/R-21×3基                           |
| 同型艦数 | 同型艦数   | 14隻予定                   | 6隻                                     | 18隻（I型） 4隻（II型） 14隻（III型） 7隻（IV型）                   | 34隻                                    | 8隻                                     |

## 派生型

### ヤンキーII型（667AM型）

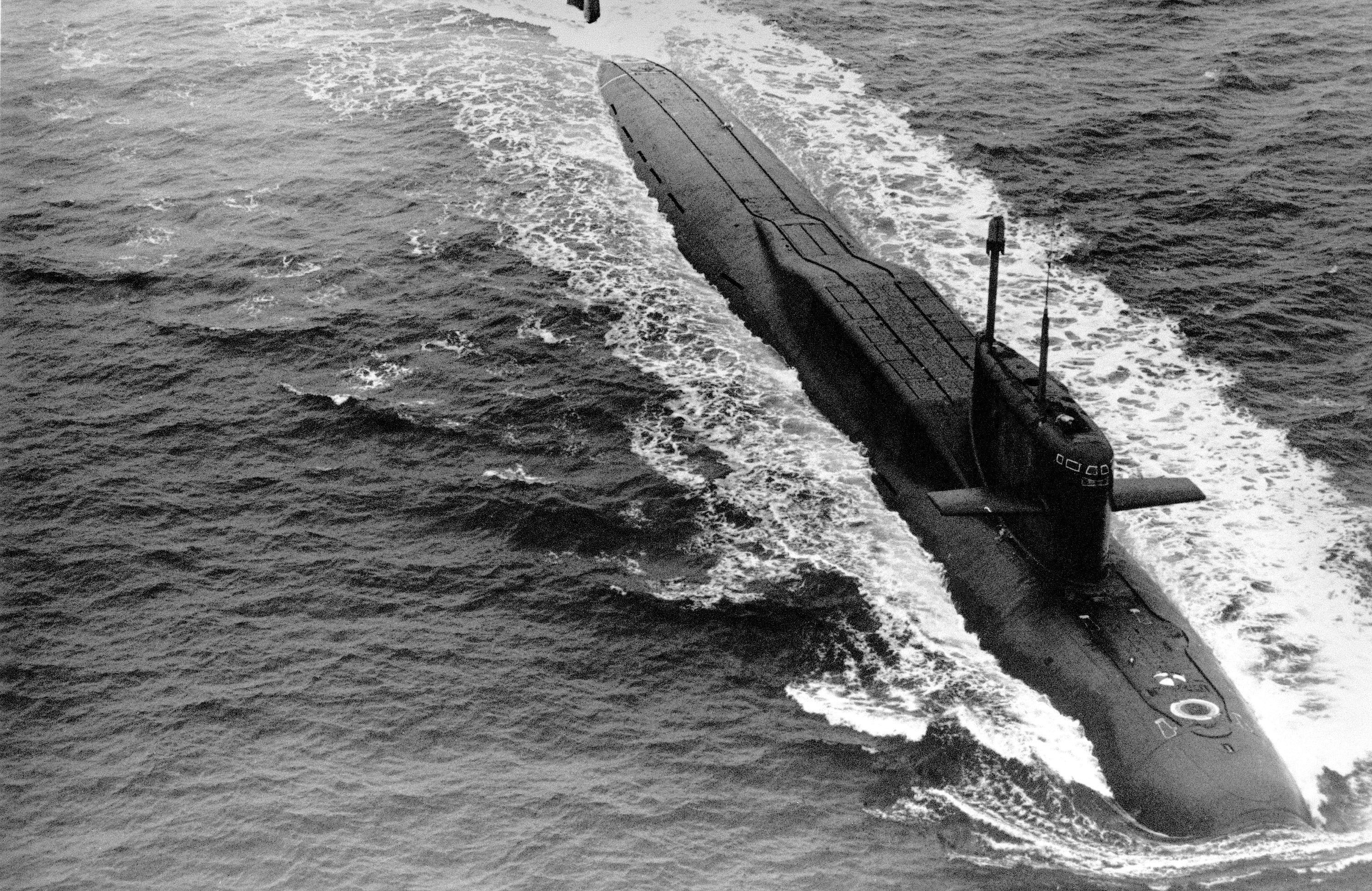
667AM型

搭載弾道ミサイルを固体燃料のR-31(SS-N-17)に換装したタイプ。R-31の性能が期待した程ではなかったため（R-27より大型化したにもかかわらず、射程が1,400kmしかなかった）、この改造を受けたのはK-140ただ1隻のみとなった。

### ヤンキー・ノッチ型（667AT型「グリシャ」）
弾道ミサイルを撤去し、そのスペースに魚雷および巡航ミサイルを発射する533mm魚雷発射管×8および弾庫を設置。K-395、K-408、K-418、K-423、K-415、K-399、K-236の7隻が改造。

### ヤンキー・サイドカー型（667M型「アンドロメダ」）
耐圧船殻外に3M-25（SS-NX-24）巡航ミサイルの発射管×12を装備。K-420がこの改造を受け、発射テストを行うが、3M-25がソ連崩壊後に開発中止となったため、1隻のみに留まった。

### ヤンキー・ポッド型（667AK型「アクソン-1」および09774型「アクソン-2」）
弾道ミサイルを撤去し、電子機器および艦尾縦舵上に流線型のポッド（曳航式ソナー・アレイを収納）を設置し、曳航式ソナー・アレイおよび関連機器の試験に従事。改装にともない、第1級特殊用途大型原子力潜水艦に再分類。K-403がこの改造を受け、艦番号がKS-403に変更された。

### ヤンキー・ストレッチ型（09780型）
ミゼットサブの母艦に改造。K-411がこの改造を受け、艦番号がKS-411に変更、のちにBS-411となった。